# Corps spécial de gendarmerie

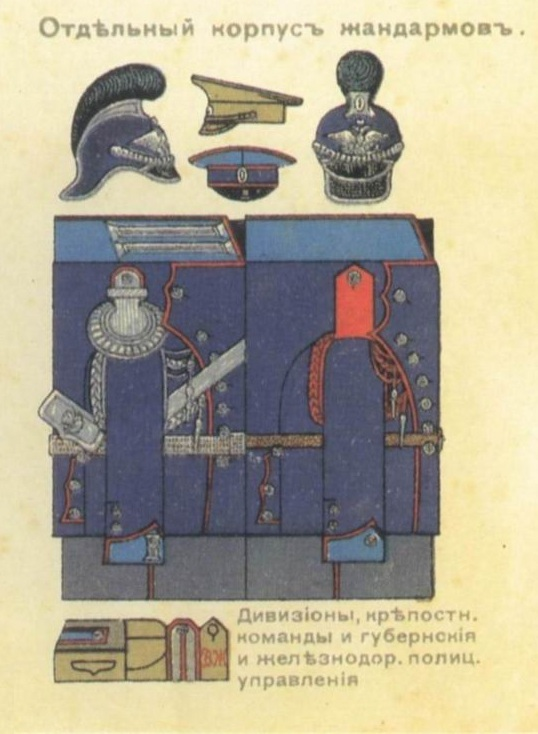
Uniformes du corps spécial de gendarmerie, 1911.

Le corps spécial de gendarmerie (en russe : Отде́льный ко́рпус жандармов, orthographe historique : Отдѣльный корпусъ жандармовъ) fut créé par l'empereur Nicolas Ier le 28 avril 1827 (10 mai dans le calendrier grégorien) afin de renforcer la sécurité au sein de l'Empire russe en réaction aux sociétés secrètes impliquées dans l’insurrection décabriste de 1825.
Le corps spécial de gendarmerie faisait partie de l’armée impériale russe et le premier « chef des gendarmes » fut le comte Alexandre von Benckendorff.